# Айгуамурсіа
Айгуаму́рсіа (кат. Aiguamúrcia) — місто, розташоване в Автономній області Каталонія в Іспанії. 
Знаходиться у районі (кумарці) Ал-Камп провінції Таррагона, згідно з новою адміністративною реформою перебуватиме у складі баґарії Камп да Таррагона.

## Населення
Населення міста (у 2007 р.) становить 864 осіб (з них менше 14 років — 13,7%, від 15 до 64 — 69,3%, понад 65 років — 
17%). У 2006 р. народжуваність склала 10 осіб, смертність — 11 осіб, приріст населення склав 4
осіб. У 2001 р. активне населення становило 283 осіб, з них безробітних — 15 осіб. 

Серед осіб, які проживали на території міста у 2001 р., 539 осіб народилися в Каталонії (з них
292 осіб у тому самому районі, або кумарці), 79 осіб приїхало з інших областей Іспанії, а 30 осіб приїхало з-за кордону. 

Університетську освіту має 8,8
% усього населення. 

У 2001 р. нараховувалося 262 домогосподарств (з них 33,2% складалися з однієї особи, 30,2% з двох осіб,
9,5% з 3 осіб, 15,6% з 4 осіб, 6,9% з 5 осіб, 3,8
% з 6 осіб, 0,8% з 7 осіб, 0% з 8 осіб і 0% з 9 і більше осіб).

Активне населення міста у 2001 р. працювало у таких сферах діяльності : у сільському господорстві — 35,8%, у промисловості — 19%, на будівництві — 4,5% і у сфері обслуговування — 
40,7%. 

 У муніципалітеті або у власному районі (кумарці) працює 215 осіб, поза районом — 104 осіб. 

### Безробіття
У 2007 р. нараховувалося 25 безробітних (у 2006 р. — 28 безробітних), з них чоловіки становили 56%, а жінки — 
44%.

## Економіка

### Підприємства міста

#### Промислові підприємства
| \| Промислові підприємства міста, за сферою діяльності \| Промислові підприємства міста, за сферою діяльності \| Промислові підприємства міста, за сферою діяльності \| \| Рік \| 2002 р. \| 2001 р. \| \| --------------------------------------------------- \| --------------------------------------------------- \| --------------------------------------------------- \| \| Енергетичні та водні ресурси \| 18,2% \| 16,7% \| \| Хімія та метали \| 9,1% \| 8,3% \| \| Переробка металів \| 0,0% \| 0,0% \| \| Продукти харчування \| 63,6% \| 58,3% \| \| Текстиль \| 0,0% \| 0,0% \| \| Виробництво меблів, видання \| 9,1% \| 8,3% \| \| Інше \| 0,0% \| 8,3% \| \| Усього підприємств \| 11 \| 12 \| |         |         |
| Промислові підприємства міста, за сферою діяльності |         |         |
| Рік | 2002 р. | 2001 р. |
| Енергетичні та водні ресурси | 18,2%   | 16,7%   |
| Хімія та метали | 9,1%    | 8,3%    |
| Переробка металів | 0,0%    | 0,0%    |
| Продукти харчування | 63,6%   | 58,3%   |
| Текстиль | 0,0%    | 0,0%    |
| Виробництво меблів, видання | 9,1%    | 8,3%    |
| Інше | 0,0%    | 8,3%    |
| Усього підприємств | 11      | 12      |

#### Роздрібна торгівля
| \| Підприємства роздрібної торгівлі міста, за сферою діяльності \| Підприємства роздрібної торгівлі міста, за сферою діяльності \| Підприємства роздрібної торгівлі міста, за сферою діяльності \| \| Рік \| 2002 р. \| 2001 р. \| \| ------------------------------------------------------------ \| ------------------------------------------------------------ \| ------------------------------------------------------------ \| \| Продукти харчування \| 11,1% \| 12,5% \| \| Одяг та взуття \| 0,0% \| 0,0% \| \| Товари для дому \| 11,1% \| 12,5% \| \| Книги та періодичні видання \| 0,0% \| 0,0% \| \| Промислова хімічна продукція \| 11,1% \| 12,5% \| \| Продукція, пов'язана з транспортними засобами \| 0,0% \| 0,0% \| \| Інше \| 66,7% \| 62,5% \| \| Усього підприємств \| 9 \| 8 \| |         |         |
| Підприємства роздрібної торгівлі міста, за сферою діяльності |         |         |
| Рік | 2002 р. | 2001 р. |
| Продукти харчування | 11,1%   | 12,5%   |
| Одяг та взуття | 0,0%    | 0,0%    |
| Товари для дому | 11,1%   | 12,5%   |
| Книги та періодичні видання | 0,0%    | 0,0%    |
| Промислова хімічна продукція | 11,1%   | 12,5%   |
| Продукція, пов'язана з транспортними засобами | 0,0%    | 0,0%    |
| Інше | 66,7%   | 62,5%   |
| Усього підприємств | 9       | 8       |

#### Сфера послуг
| \| Підприємства міста, що працюють у сфері послуг, за діяльністю \| Підприємства міста, що працюють у сфері послуг, за діяльністю \| Підприємства міста, що працюють у сфері послуг, за діяльністю \| \| Рік \| 2002 р. \| 2001 р. \| \| ------------------------------------------------------------- \| ------------------------------------------------------------- \| ------------------------------------------------------------- \| \| Гуртова торгівля \| 14,3% \| 15,8% \| \| Готелі та готельний бізнес \| 52,4% \| 57,9% \| \| Транспорт та зв'язок \| 0,0% \| 0,0% \| \| Посередницькі фінансові послуги \| 0,0% \| 0,0% \| \| Послуги підприємствам \| 4,8% \| 5,3% \| \| Послуги фізичним особам \| 19,0% \| 10,5% \| \| Нерухомість та ін. \| 9,5% \| 10,5% \| \| Усього підприємств \| 21 \| 19 \| |         |         |
| Підприємства міста, що працюють у сфері послуг, за діяльністю |         |         |
| Рік | 2002 р. | 2001 р. |
| Гуртова торгівля | 14,3%   | 15,8%   |
| Готелі та готельний бізнес | 52,4%   | 57,9%   |
| Транспорт та зв'язок | 0,0%    | 0,0%    |
| Посередницькі фінансові послуги | 0,0%    | 0,0%    |
| Послуги підприємствам | 4,8%    | 5,3%    |
| Послуги фізичним особам | 19,0%   | 10,5%   |
| Нерухомість та ін. | 9,5%    | 10,5%   |
| Усього підприємств | 21      | 19      |

## Житловий фонд
У 2001 р. 5,3% усіх родин (домогосподарств) мали житло метражем до 59 м², 20,2% — від 60 до 89 м², 31,7% — від 90 до 119 м² і
42,7% — понад 120 м².

З усіх будівель у 2001 р. 28,7% було одноповерховими, 49,4% — двоповерховими, 21,4
% — триповерховими, 0,5% — чотириповерховими, 0% — п'ятиповерховими, 0% — шестиповерховими,
0% — семиповерховими, 0% — з вісьмома та більше поверхами.

## Автопарк
| \| Автомобілі, зареєстровані у місті, за призначенням \| Автомобілі, зареєстровані у місті, за призначенням \| Автомобілі, зареєстровані у місті, за призначенням \| \| Рік \| 2006 р. \| 2005 р. \| \| -------------------------------------------------- \| -------------------------------------------------- \| -------------------------------------------------- \| \| Приватні автомобілі \| 59,5% \| 58,9% \| \| Мотоцикли \| 9,7% \| 9,3% \| \| Вантажівки \| 28,0% \| 29,2% \| \| Трактори \| 0,0% \| 0,0% \| \| Автобуси та ін. \| 2,7% \| 2,7% \| \| Усього автомобілів \| 699 шт. \| 637 шт. \| |         |         |
| Автомобілі, зареєстровані у місті, за призначенням |         |         |
| Рік | 2006 р. | 2005 р. |
| Приватні автомобілі | 59,5%   | 58,9%   |
| Мотоцикли | 9,7%    | 9,3%    |
| Вантажівки | 28,0%   | 29,2%   |
| Трактори | 0,0%    | 0,0%    |
| Автобуси та ін. | 2,7%    | 2,7%    |
| Усього автомобілів | 699 шт. | 637 шт. |

## Вживання каталанської мови
У 2001 р. каталанську мову у місті розуміли 98,1% усього населення (у 1996 р. — 98,5%), вміли говорити нею 91,7% (у 1996 р. — 
92,2%), вміли читати 89,4% (у 1996 р. — 90,4%), вміли писати 57,9
% (у 1996 р. — 55,4%). Не розуміли каталанської мови 1,9%.

## Політичні уподобання
У виборах до Парламенту Каталонії у 2006 р. взяло участь 410 осіб (у 2003 р. — 432 осіб). Голоси за політичні сили розподілилися таким чином:
| \| Вибори до Парламенту Каталонії \| Вибори до Парламенту Каталонії \| Вибори до Парламенту Каталонії \| \| Рік \| 2006 р. \| 2003 р. \| \| -------------------------------------- \| ------------------------------ \| ------------------------------ \| \| Конвергенція та Єднання (CiU) \| 31,5% \| 35,2% \| \| Соціалістична партія Каталонії (PSC) \| 32,9% \| 28,9% \| \| Народна партія (PP) \| 6,1% \| 3,2% \| \| Ініціатива за зелену Каталонію (IC) \| 10% \| 9,3% \| \| Республіканська лівиця Каталонії (ERC) \| 17,1% \| 22,9% \| \| Громадянська партія (C's) \| 0,7% \| 0,0% \| \| Інші \| 1,7% \| 0,5% \| |         |         |
| Вибори до Парламенту Каталонії |         |         |
| Рік | 2006 р. | 2003 р. |
| Конвергенція та Єднання (CiU) | 31,5%   | 35,2%   |
| Соціалістична партія Каталонії (PSC) | 32,9%   | 28,9%   |
| Народна партія (PP) | 6,1%    | 3,2%    |
| Ініціатива за зелену Каталонію (IC) | 10%     | 9,3%    |
| Республіканська лівиця Каталонії (ERC) | 17,1%   | 22,9%   |
| Громадянська партія (C's) | 0,7%    | 0,0%    |
| Інші | 1,7%    | 0,5%    |

У муніципальних виборах у 2007 р. взяло участь 537 осіб (у 2003 р. — 439 осіб). Голоси за політичні сили розподілилися таким чином:
| \| Муніципальні вибори \| Муніципальні вибори \| Муніципальні вибори \| \| Рік \| 2007 р. \| 2003 р. \| \| -------------------------------------- \| ------------------- \| ------------------- \| \| Конвергенція та Єднання (CiU) \| 36,7% \| 53,1% \| \| Соціалістична партія Каталонії (PSC) \| 25,1% \| 46,9% \| \| Народна партія (PP) \| 7,8% \| 0,0% \| \| Ініціатива за зелену Каталонію (IC) \| 30,4% \| 0,0% \| \| Республіканська лівиця Каталонії (ERC) \| 0,0% \| 0,0% \| \| Громадянська партія (C's) \| 0,0% \| 0,0% \| \| Інші \| 0,0% \| 0,0% \| |         |         |
| Муніципальні вибори |         |         |
| Рік | 2007 р. | 2003 р. |
| Конвергенція та Єднання (CiU) | 36,7%   | 53,1%   |
| Соціалістична партія Каталонії (PSC) | 25,1%   | 46,9%   |
| Народна партія (PP) | 7,8%    | 0,0%    |
| Ініціатива за зелену Каталонію (IC) | 30,4%   | 0,0%    |
| Республіканська лівиця Каталонії (ERC) | 0,0%    | 0,0%    |
| Громадянська партія (C's) | 0,0%    | 0,0%    |
| Інші | 0,0%    | 0,0%    |